# Есперанс (футбольний клуб, Туніс)
«Есперанс» (араб. الترجي الرياضي التونسي, фр. Espérance sportive de Tunis) — туніський футбольний клуб з міста Туніс. Є найтитулованішим клубом країни. Домашні матчі проводить на «Олімпійському стадіоні» в Радесі, який вміщує 65 000 глядачів.

## Історія

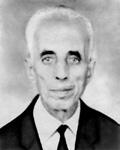
Мохамед Зуауї — засновник клубу «Есперанс»

### Заснування клубу

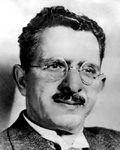
Мохамед Мелкі — перший президент клубу «Есперанс»

1919 року Мохамед Зуауї і Хеді Каллел заснували футбольний клуб в кафе, що мало назву: «Café de l'Espérance», звідси виникла і назва клубу «Есперанс» (фр. Espérance — надія). Клуб «Есперанс» був офіційно зареєстрований 15 січня 1919 року. Першим президентом, після важких переговорів з французькою владою, став Мохамед Мелкі. Перший кольору клубу були білий і зелений.

### До здобуття незалежності
1920 році клуб найняв молодого студента Хадлі Зуїтена, який створив клубу форму з червоними і жовтими вертикальними смугами. Вони стали новими кольорами «Есперанса». 1923 року Зуїтена став президентом клубу, обіймаючи цю посаду протягом наступних чотирьох десятиліть. Довгий час команда не виграла ніяких трофеїв, поки 1939 року не виграла кубок Тунісу, обігравши в фіналі з рахунком 4:1 «Етуаль дю Сахель».
В період між початком Другої світової війни та здобуттям незалежності Тунісу (1956), в «Етуалі» грала низка кваліфікованих гравців, зокрема такі як алжирці Абдулазіз Бен Тіфур і Драуа. Клуб став грізною силою і у сезоні 1941/42 вперше в своїй історії виграв чемпіонат Тунісу, проте надалі до 1956 року команді не підкорився ні один трофей.

### Перші роки незалежності
Після здобуття незалежності Тунісу, «Есперанс» став мультиспортивним клубом, ввівши в свою структуру гандбол, баскетбол, волейбол та ін. Проте, футбольна команда як і раніше залишалась у самому серці клубу, ставши надзвичайно популярною завдяки своїм перемогам (Чемпіон Тунісу в 1959 року і володар Кубка країни в 1957 році), а також агресивному стилю гри.

### 1960-ті
1960-ті роки, однак, були не настільки успішними, як наступні десятиліття. За цей час клуб виграв лише один чемпіонат у сезоні 1959/60 і одний кубок у 1964. У 1963 році футбольна команда прибрала атакувальний стиль, після того як тренером команди став Абдеррахман Бен Еззедін. Бен Еззедін ввів суворі принципи оборонної тактики, будучи натхненним італійським футболом катеначо.

### 1970-ті

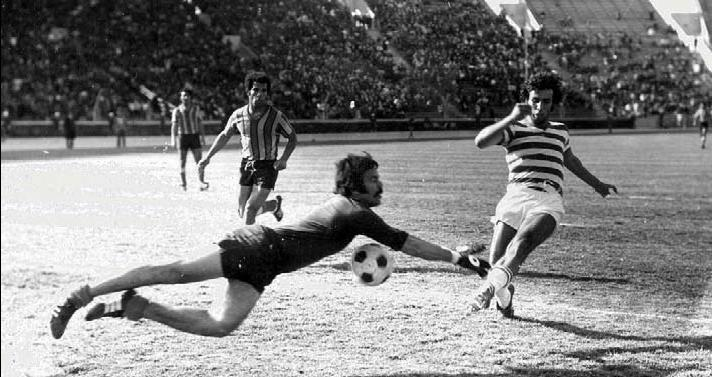
Матч «Есперанса» проти «Клуб Африкен». 13 лютого 1970

У 1970-х роках, клуб відкрив багато молодих туніських талантів, таких, як Тарак Дхіаб, Темім Бен Абдалла, Темім Лахзамі, Абделмаждид Бен Мрад, Абделджабар Махухе, Рауф Ель-Меддеб, Мохтар Габсі, Ахмед Хаммамі, Мохамед бен Махмуд, Зубер Бугхнія, відомий своїми потужними пострілами на відстані, Радха Акаха, Адель Латрах, Лассаад Дхіаб і багато інших. Всі ці гравці були знайдені під час перегляду місцевих турнірів змагань у різних районах Тунісу.
В цей період команди ще тричі виграла чемпіонат — у 1970, 1975 і 1976 роках, а в 1979 ще й втретє в історії стала володарем кубку.

### 1980-ті
У 1982 році колишній президент Хассен Белходжа загинув у страшній аварії, і тренувальний табір клубу, що розташований у самому центрі Тунісу, був названий його ім'ям.
Прихід великих імен в світі футболу на посаду тренера, таких як француз Роже Лемер, бразилець Амарілдо та поляк Антоні Пехнічек, підвищив рівень клубу. З'явилася низка молодих і талановитих гравців, таких як Халед Бен Ях'я і Набіль Маалул, Самір Хемірі, Фетхі Трабелсі, Тауфік Хіхері, Лотфі Джебара, Мондхер Баубаб, Бесс Джеріді та ін, які грали поруч з досвідченими Тареко Дхіабом, Бен Махмудом та ін, що дозволяло називати команду одним з головних претендентів на нагороди. Клуб почав стабільно брати участь у африканських змаганнях. У 1987 році «Есперанс» досяг фіналу Кубка володарів кубків КАФ, але не зміг виграти титул у кенійського клубу «Гор Махіа» (2-2 в Тунісі і 1-1 в Найробі).
У 1989 році «Есперанс» вперше зробив «золотий дубль».

### 1990-ті
У 1990-х роках, після революційного бачення та реструктуризації клуба президентом Слімом Хібубом, «Есперанс» виграв всі можливі титули на континентальному рівні: Лігу чемпіонів КАФ (1994), Кубок КАФ (1997), Суперкубок КАФ (1997) та Кубок володарів кубків КАФ (1998). Крім цього команда продовжували вигравати національні титули, здобувши за 10 років п'ять чемпіонств і три кубка 3 чашки, а також 1993 року вперше в своїй історії виграла суперкубок Тунісу.

### 2000-ні

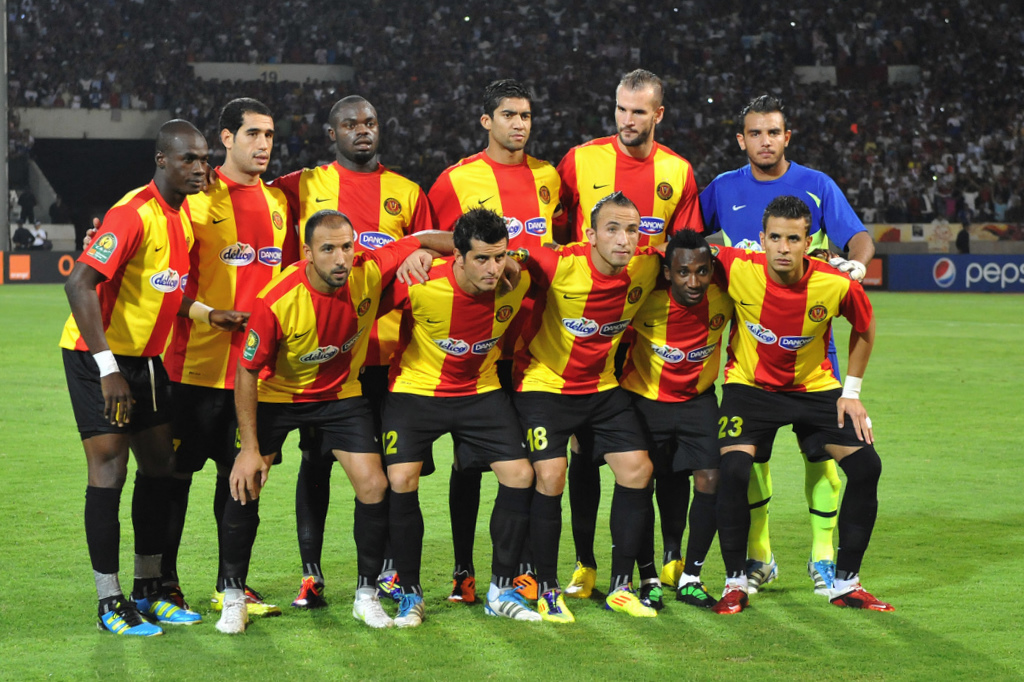
«Есперанс» у переможному для себе сезоні в Лізі чемпіонів КАФ 2011 року

З початку нового тисачоліття клуб продовжував часто кваліфіковуватись до пізніх раундів у Лізі чемпіонів та інших африканських турнірів, проте виграти додай один трофей клуб не міг. Через це Слім Хібуб змушений був покинути президентське крісло в 2004 році, попри те, що команда на той момент була сім разів поспіль чемпіоном країни. (починаючи з 1997 року), досягнувши числа в 20 виграних чемпіонатів. Його наступнику, Азізу Зухіру, також не вдалося здобути успіху на континенті, хоча команда досягла трьох фіналів кубка Тунісу поспіль (вигравши два) і здобула перемогу в одному чемпіонаті країни.

### Наш час
2007 року почалася нова ера «Есперанса». Президентом клубу став Хамді Меддеб. Під його керівництвом «Есперанс» в першому ж сезоні виграв рекордний тринадцятий Кубок Тунісу. Футбольна команда змінювалася за допомогою великої кількості інвестицій, завдяки чому команді вдалося 2011 року вдруге виграти Лігу чемпіонів КАФ, а в 2010 і 2012 роках грати у фіналі турніру.

## Досягнення

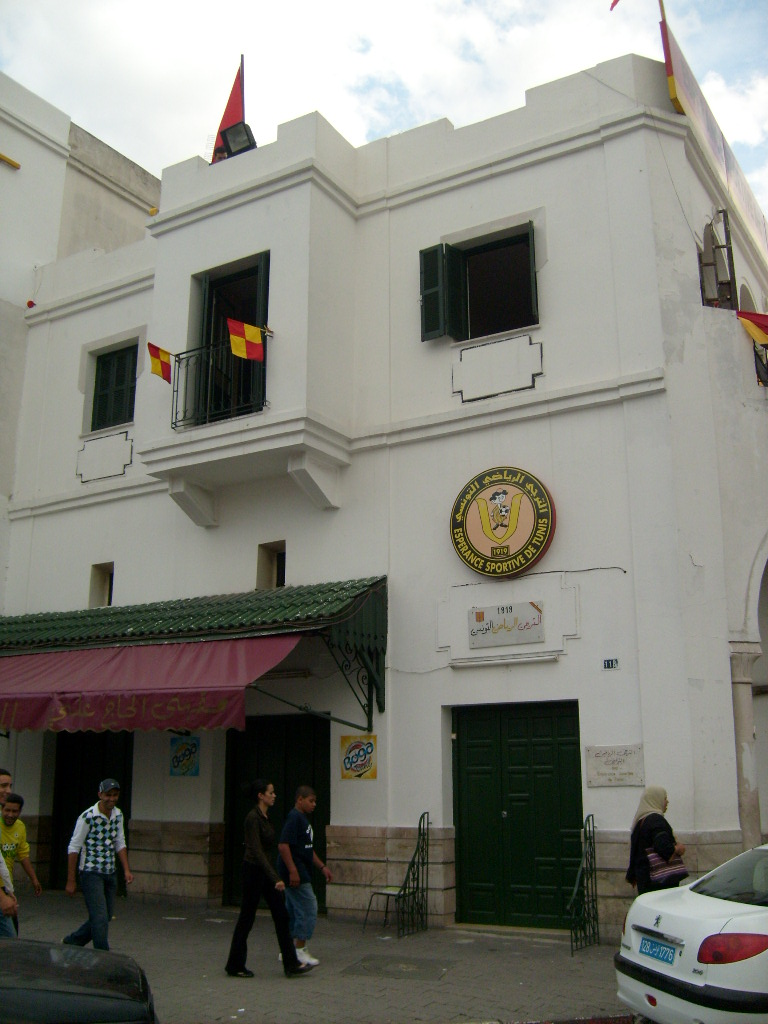
Штаб-квартира «Есперанса»

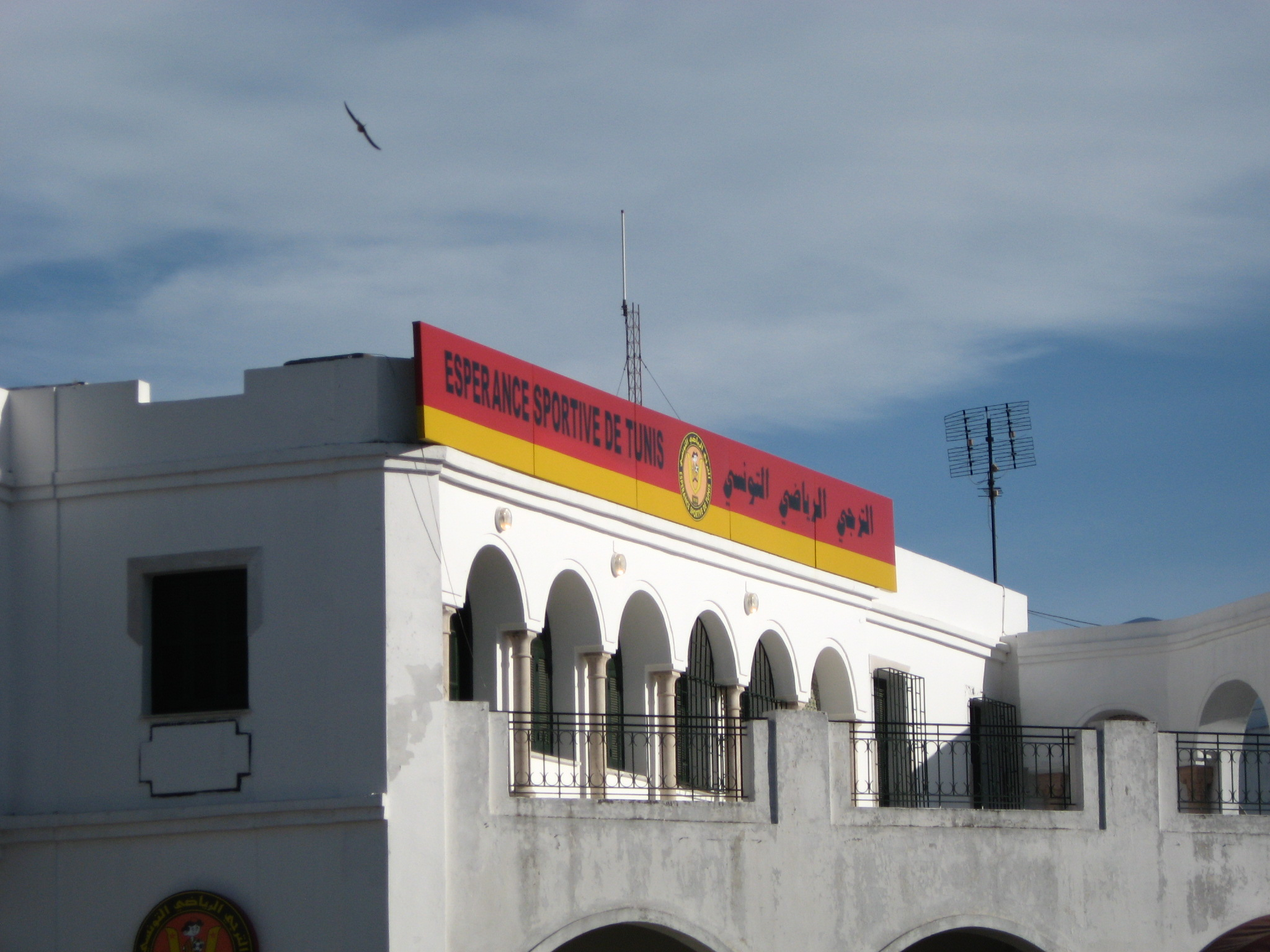

### Національні
- Чемпіон Тунісу — 34 (1942, 1959, 1960, 1970, 1975, 1976, 1982, 1985, 1988, 1989, 1991, 1993, 1994, 1998, 1999, 2000, 2001, 2002, 2003, 2004, 2006, 2009, 2010, 2011, 2012, 2014, 2017, 2018, 2019, 2020, 2021, 2022, 2024, 2025)
- Володар Кубка Тунісу — 14 (1939, 1957, 1964, 1979, 1980, 1986, 1989, 1991, 1997, 1999, 2006, 2007, 2008, 2011)
- Володар Суперкубка Тунісу — 2 (1994, 2001)

### Міжнародні
- Ліга чемпіонів КАФ
  - Переможець: 1994, 2011, 2018, 2019
  - Фіналіст: 1999, 2000, 2010, 2012, 2024

- Кубок володарів Кубків КАФ
  - Переможець: 1998
  - Фіналіст: 1987

- Кубок КАФ
  - Переможець: 1997

- Суперкубок КАФ
  - Переможець: 1995
  - Фіналіст: 1999

- Арабська ліга чемпіонів
  - Переможець: 1993, 2008/09
  - Фіналіст: 1986, 1995